# Ассоциация Тукана — Часов
Ассоциация Тукана — Часов (лат. Tucana-Horologium association, Tuc-Hor) или движущаяся группа Тукана — Часов — звёздная ассоциация с возрастом около 45 ± 4 миллионов лет, одна из крупнейших звёздных ассоциаций в пределах 100 парсеков (326 световых лет) от Солнца. Ассоциация имеет схожие размеры с движущейся группой Беты Живописца (BPMG) и содержит, как и BPMG, более 12 звёзд спектрального класса B, A и F. Ассоциация названа по именам двух южных созвездий, созвездия Тукана и созвездия Часов.
Первоначально группу не выделяли в качестве отдельного образования, а звёзды внутри группы сначала приписывали Великой Южной Молодой ассоциации (GAYA). Лишь позднее стало ясно, что GAYA можно разделить на три отдельные группы: ассоциацию Тукана — Часов, ассоциацию Киля и ассоциацию Голубя.

## Представители ассоциации
Представители молодой группы представляют собой потенциальные объекты, у которых можно наблюдать околозвёздные диски или экзопланеты. Звёзды в ассоциации расположены близко к Солнцу, а их потенциальные планеты должны быть молодыми, поэтому они могут создавать избыточное количество инфракрасного излучения, что можно использовать для прямого получения изображений. AB Живописца считается надёжно выявленным представителем Tuc-Hor, хотя с большей вероятностью звезда принадлежит ассоциации Киля.
Наиболее ярким обнаруженным представителем ассоциации является массивная звезда Альфа Павлина, которая в настоящее время находится на стадии ухода с главной последовательности. Также в ассоциации находится звезда Бета Тукана, представляющая собой кратную звёздную систему. Другим примечательным представителем является DS Тукана, двойная звезда, у которой главный компонент обладает экзопланетой, проходящей время от времени по диску звезды.
Несколько звёзд в ассоциации имеют остаточные диски. Среди них HD 1466, HD 10472, DK Кита, CPD-74 192, HD 21997, HD 32195, HD 37484, HD 38206, V1358 Ориона и HD 85672. Звезда HD 202917 обладает остаточным диском, изображение которого было напрямую получено с помощью телескопа Хаббл. Коричневый карлик 2MASS J02265658-5327032, вероятно, принадлежит ассоциации Tuc-Hor и обладает околозвёздным диском, что нехарактерно для объекта такого возраста. Некоторые исследователи называют такие относительно старые диски дисками Питера Пэна.
Примерами планет с непосредственно полученными изображениями являются 2MASS 0219-3925 b и 2MASS 0103(AB) b.
В представленном ниже списке указаны некоторые представители ассоциации. В списке особое внимание уделяется звёздам спектральных классов B, A и F; прочие звёзды и коричневые карлики указаны только если они чём-либо примечательны. Список упорядочен по видимому блеску.
| Название                | Расстояние (световых лет) | Спектральный класс | Блеск (V-mag)    |
| ----------------------- | ------------------------- | ------------------ | ---------------- |
| α Павлина               | 179                       | B2IV               | 1.91             |
| φ Эридана               | 154                       | B8V                | 3.56             |
| ε Южной Гидры           | 152                       | B9IV               | 4.12             |
| HD 2884                 | 135                       | B9V                | 4.36             |
| HD 24072                | 172                       | B9.5Van            | 4.71             |
| HD 2885                 | 166                       | A2V                | 4.77             |
| η Тукана                | 154                       | A1Va+n             | 4.99             |
| HD 3003                 | 150                       | A0V                | 5.07             |
| HD 24071                | 172                       | A1Va               | 5.25             |
| HD 20121                | 139                       | F4V+F9V            | 6.01             |
| HD 154431               | 181                       | A5V                | 6.07             |
| HD 19545                | 177                       | A3V                | 6.18             |
| HD 12894                | 151                       | F4V                | 6.45             |
| HD 207964               | 152                       | F0IV               | 6.56             |
| HD 200798               | 227                       | A5/6IV/V           | 6.70             |
| HD 30051                | 220                       | F2IV               | 7.12             |
| HD 24636                | 186                       | F3IV/V             | 7.13             |
| HD 207575               | 153                       | F6V                | 7.22             |
| HD 1466                 | 140                       | F8V                | 7.45             |
| HD 53842                | 189                       | F5V                | 7.46             |
| HD 20385                | 159                       | F6V                | 7.49             |
| HD 13246                | 149                       | F7V                | 7.50             |
| HD 17250                | 186                       | F7V                | 7.88             |
| HD 32195                | 205                       | F7V                | 8.12             |
| DS Тукана               | 149                       | G6V                | 8.49             |
| DK Кита                 | 135                       | G4V                | 8.66             |
| HD 202917               | 153                       | G7V                | 8.67             |
| BS Индейца              | 172                       | G9V                | 8.87             |
| CC Феникса              | 130                       | K1V                | 9.38             |
| BO Микроскопа           | 218                       | K3Ve               | 9.45             |
| V857 Жертвенника        | 194                       | G8V                | 9.50             |
| AT Голубя               | 254                       | K1Ve               | 9.58             |
| CT Тукана               | 144                       | M0Ve               | 11.47            |
| GJ 3054                 | 134                       | M1.5V              | 11.97            |
| AF Часов                | 142                       | M2Ve               | 12.13            |
| 2MASS 0103              | 154                       | M5.0+L             | 15.40            |
| 2MASS 0219-3925         | 131                       | M6γ+L4γ            | 11.32 (полоса J) |
| 2MASS J02265658-5327032 | 152                       | L0δ                | 15.40 (полоса J) |